# U-Boot-Vorfälle in Schweden

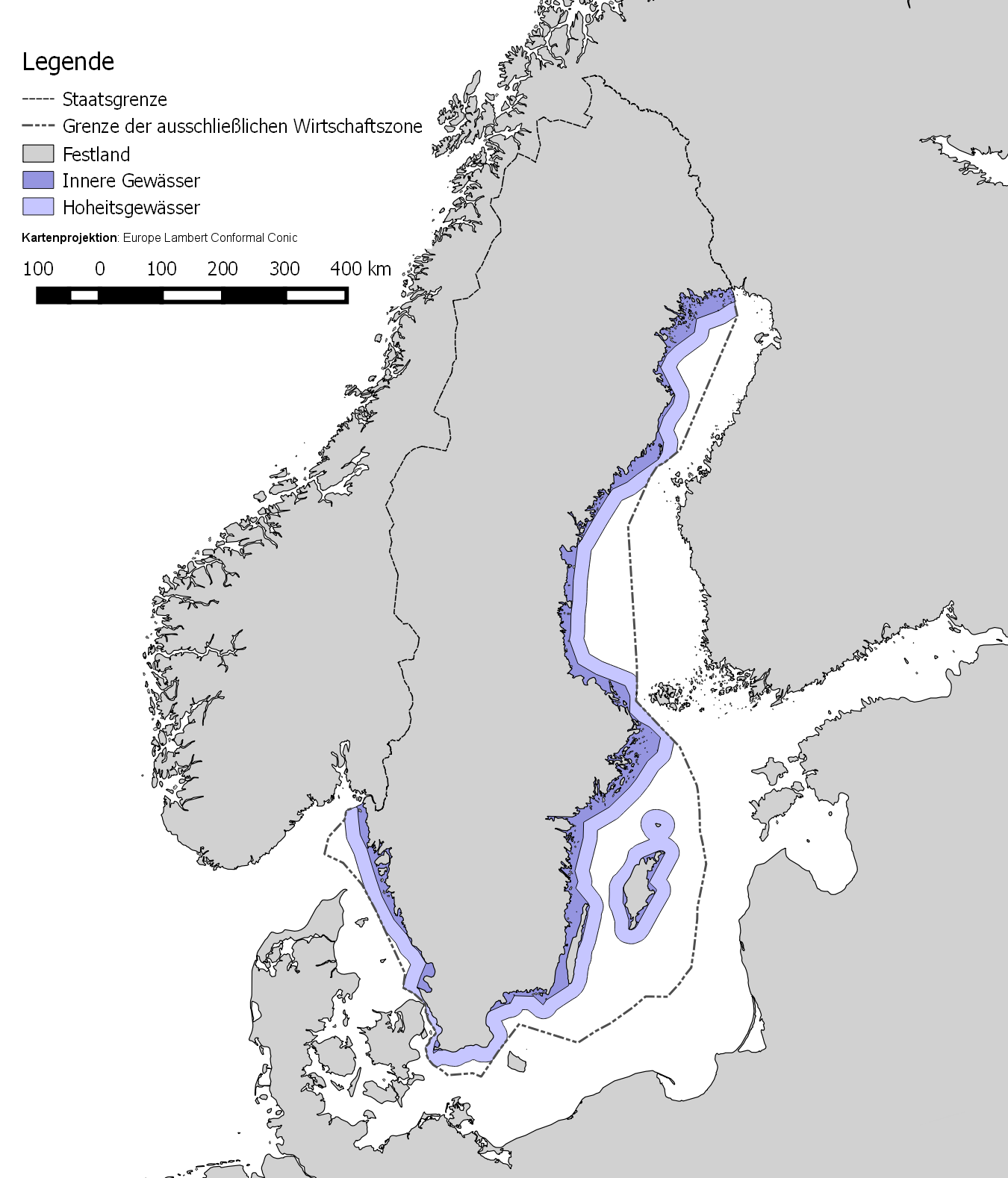
Karte der schwedischen Hoheitsgewässer

Die U-Boot-Vorfälle in Schweden waren verschiedene tatsächliche oder mutmaßliche Verletzungen schwedischer Hoheitsgewässer durch ausländische U-Boote (schwedisch Ubåtskränkningar ‚wörtlich: Verletzungen durch U-Boote‘) während der Spätphase des Kalten Krieges und in jüngster Zeit.
Die Vorfälle lösten in Schweden eine Debatte über eine mögliche Infiltration schwedischer Hoheitsgewässer durch sowjetische U-Boote aus. Die schwedische Marine reagierte mit verstärkten Patrouillen, Minenlegen und der Installation elektronischer Überwachungsmaßnahmen in sensiblen Passagen. Mehrmals wurden vermutete U-Boote mit Wasserbomben verfolgt und angegriffen, doch weder getroffen noch aufgebracht. Berichte über weitere Sichtungen und Fernsehaufnahmen von schwedischen Marinehubschraubern, die Wasserbomben in küstennahe Gewässer abwarfen, häuften sich in den späten 1980er-Jahren. Die Sowjetunion dementierte die Verantwortung für eventuelle Grenzverletzungen. Selbst als das sowjetische Unterseeboot S-363 im militärischen Sperrgebiet vor dem schwedischen Marinehafen Karlskrona strandete, behauptete man, dass es sich aufgrund eines Navigationsfehlers dorthin verirrt habe. Die Ereignisse wurden Gegenstand einer politischen Debatte, deren Fronten zwischen den Trennlinien von Links und Rechts verliefen und die auch die Frage der Beziehungen zur Sowjetunion und der schwedischen Neutralität berührte. Die Vorfälle waren Gegenstand mehrerer Untersuchungsausschüsse des schwedischen Reichstages. Die Ereignisse fanden mit der Auflösung der Sowjetunion zunächst ein Ende. Die Vorfälle gelten in Schweden als Sinnbild für den Kalten Krieg und die schwedisch-sowjetischen Beziehungen.
Zwischen 2011 und 2014 gab es wieder drei Ortungen nicht identifizierter Unterwasserobjekte in schwedischen Gewässern. Inzwischen wird die Ansicht vertreten, dass solche ungeklärte Phänomene auch von Tieren verursacht worden sein könnten.

## Liste von gravierenden Vorfällen

Seitenansicht eines sowjetischen Whiskey-Klasse-U-Bootes. 1981 lief ein Schiff dieses Typs (S363) im militärischen Sperrgebiet vor dem schwedischen Marinehafen Karlskrona auf Grund

Von den angegebenen Fällen gelten derzeit nur vier als gesichert.
- 1962: Während einer Übung des schwedischen Militärs wurde ein U-Boot durch Radar und Hydrophone nördlich von Fårö in Gotland geortet. Es zog sich nach mehreren Wasserbombenwürfen zurück.[2]

- Herbst 1969: Während einer Marineübung an der Küste von Norrland kam das schwedische U-Boot Springaren in direkten Kontakt mit einem ausländischen U-Boot, das den Ort des Geschehens verließ.[3]

- 1973: Die schwedische Küstenwache sichtete nahe Kappelhamnsviken auf Gotland das Periskop eines U-Boots. Ein Zerstörer wurde zum Ort des Geschehens entsandt und nahm Kontakt zum U-Boot auf, das daraufhin die schwedischen Hoheitsgewässer verließ.[2]

- Herbst 1976: Während einer Marineübung im Archipel von Stockholm wurde ein sowjetisches U-Boot des Typs W außerhalb schwedischer Gewässer anhand seines Radarsignals identifiziert. Ein schwedisches U-Boot stellte fest, dass das sowjetische U-Boot in schwedische Gewässer eindrang, und nahm Geräusche auf. Nach der Annäherung von schwedischen U-Boot-Jagdhubschraubern und Zerstörern verließ das sowjetische U-Boot die schwedischen Gewässer.[4]

- 18. September bis 6. Oktober 1980: Das schwedische Schleppschiff Ajax sichtete den Turm eines U-Boots bei Utö im Archipel von Stockholm. U-Boot-Abwehrhubschrauber wurden entsandt, nahmen Kontakt auf und gaben Warnschüsse ab. Das U-Boot verblieb vor Ort und ergriff Maßnahmen zur Verschleierung seiner Position. Die schwedische Marine versuchte über mehrere Wochen hinweg, das U-Boot aufzubringen. Obwohl es mehrmals gesichtet wurde, konnte das U-Boot entkommen.[2][5]

- 27. Oktober 1981: Die Strandung von S-363: Am Morgen des 28. Oktober 1981 zeigte ein im östlichen Teil des Archipel von Karlskrona wohnhafter Fischer bei der Küstenwache telefonisch die Strandung eines U-Boots in Gåsefjärden nahe der Schären-Insel Senoren, rund 30 Kilometer vom Marinehafen Karlskrona, an. Die Meldung wurde ursprünglich in Zweifel gezogen, da die lokalen Gewässer als schwierig zu befahren gelten. Vor Ort wurde festgestellt, dass es sich bei dem gestrandeten Wasserfahrzeug um ein sowjetisches U-Boot handelte. Die Position wurde von schwedischen Truppen gegen eine mögliche Aktion der Sowjetunion zur Wiederflottmachung des U-Boots abgesichert. Nach mehreren Befragungen der Besatzung entschied die Regierungskoalition der Konservativen und der Liberalen Partei die Freigabe des U-Boots und seiner Besatzung. Dieser Vorfall markiert den Beginn der schwedischen U-Boot-Affäre.

- 1.–13. Oktober 1982: Der Vorfall von Hårsfjärden. Nach einer längeren Serie kleinerer Vorfälle legte die schwedische Marine eine Falle aus, indem sie in einem Gewässerabschnitt Minen und Sensoren ausbrachte. Ein ausländisches U-Boot befuhr die Falle und löste die Reaktion der vor Ort stationierten Marinekräfte aus. Laut Berichten detonierten 33 Wasserbomben und 4 Minen. Das U-Boot entkam der Falle, kurz nachdem es in diese eindrang. Infolge des Vorfalls wurde eine parlamentarische Untersuchungskommission unter dem Vorsitz von Sven Andersson eingesetzt, der in Übereinstimmung mit Carl Bildt die Sowjetunion als verantwortlich für den Vorfall ausmachte. Spätere Untersuchungen zogen die Schlüsse der Untersuchungen in Zweifel und vermuteten, dass ein ziviles Schiff mehrere aufgezeichnete Geräusche verursacht haben könnte.[6] Einzelne Positionen vermuten hinter dem Vorfall ein Täuschungsmanöver der NATO.[7]

- 4. Mai 1983: Ein mutmaßliches U-Boot wurde in Törefjärden, nördlich von Luleå gesichtet, Minen wurden ausgelöst.

- Mai 1983: Außerhalb von Sundsvall nahmen Hubschrauber Kontakt zu einem ausländischen U-Boot auf. Warnschüsse konnten nicht abgegeben werden, da zivile Journalisten in die Sicherheitszone um das U-Boot eindrangen.[8]

- Sommer 1983: In Töreviken wurde ein U-Boot gesucht.

- August 1983: Im Hafen von Karlskrona und im angrenzenden Archipel wurde ein U-Boot gesucht. Wasserbomben wurden im Hafen von Karlskrona abgeworfen.

- 9.–29. Februar 1984: In Karlskrona kam es zu einer weiteren U-Boot-Jagd. 22 Wasserbomben wurden abgeworfen.

- Frühsommer 1986: Das Abtauchen eines unidentifizierten Objekts wurde bei Klintehamnsviken auf Gotland beobachtet. Bei einer Untersuchung des Meeresbodens wurden Fahrspuren, anscheinend von einem Unterwasserfahrzeug, auf einer Länge von 1100 Metern festgestellt.

- Juni 1987: In Törefjärden kam es zu einer U-Boot-Jagd.

- Sommer 1987: Bei einer Überprüfung von Magnetsensoren eines Minenfelds bei Kappelshamnsviken auf Gotland wurden durch das schwedische Militär „Klare Spuren eines kettengetriebenen Unterwasserfahrzeugs auf dem Meeresboden“ entdeckt.

- Frühsommer 1988: Ein mutmaßlich ausländisches U-Boot wurde in Hävringebukten bei Oxelösund festgestellt. Geräusche des U-Boots wurden aufgezeichnet.
- 1. Februar 1990: Das U-Boot der Bundesmarine U13 drang versehentlich bei Simrishamn in schwedische Gewässer ein. Nachdem der Navigationsfehler festgestellt wurde, meldete es sich bei den schwedischen Behörden. Die Bundesrepublik Deutschland hat sich diplomatisch für den Verstoß entschuldigt.[9][10]

- 13. April 2011: Ein mögliches ausländisches U-Boot wurde in Baggensfjärden bei Nacka geortet. Die Abteilung MTS-M2 der schwedischen Armee untersuchte den Vorfall.[11] Das Objekt konnte im Rahmen der Untersuchung als ein von Eis umgebenes Kanu identifiziert werden.[12]

- 11. September 2011: Eine Person kontaktierte die Streitkräfte aufgrund einer Wahrnehmung außerhalb des Hafens von Göteborg. Die Marine entsandte Schiffe zur Ortung des Objekts.[13][14]

- 17. Oktober 2014: Ein mutmaßlich beschädigtes U-Boot wurde im Stockholmer Schärengarten gesucht. Verschlüsselte Sendungen auf einer von russischen Einheiten benutzten Notfrequenz wurden aufgezeichnet. Es könne sich um die Kommunikation eines U-Bootes mit einem Militärstützpunkt in Kaliningrad handeln.[15][16][17] Kurz darauf räumte das schwedische Militär ein, Details bewusst falsch gemeldet zu haben, mit der Begründung, ausländische Dienste über die Erkenntnisse der schwedischen Marine im Unklaren zu lassen.[18] Die schwedische Regierung stellte nach Abschluss der Untersuchungen am 14. November 2014 fest, dass schwedische Hoheitsgewässer zweifelsfrei von einem kleineren Unterwasserfahrzeug verletzt worden sind. Sie sprach von einem „groben und inakzeptablen“ Vorfall.[19] Im Juni 2016 gaben die schwedischen Streitkräfte bekannt, dass sich ein zentraler Beweis für das Eindringen eines ausländischen U-Boots auf ein schwedisches Objekt zurückführen ließ. Die schwedischen Streitkräfte gehen jedoch aufgrund mehrerer anderer Beweise weiterhin davon aus, dass eine Verletzung der Hoheitsgewässer stattgefunden hat.[20][21]

## Kontroverse
Die U-Boot-Vorfälle in Schweden wurden von Politikern und Medien kontrovers diskutiert. Einerseits liegen Indizien und auch eindeutige Beweise für die Aktivität ausländischer Militärkräfte innerhalb schwedischer Hoheitsgewässer vor, andererseits beruht der Großteil der bekannten Informationen auf den Berichten von Nachrichtendiensten, militärischen Abschirmdiensten und Regierungskreisen.
Als das sowjetische U-Boot S-363 im Jahr 1981 im militärischen Sperrgebiet vor dem schwedischen Marinehafen Karlskrona auf Grund lief und manövrierunfähig liegen blieb, konnte die Sowjetunion die Identität ihres U-Boots nicht leugnen, behauptete aber, das Eindringen in schwedische Hoheitsgewässer habe auf einem Navigationsfehler des Kommandeurs beruht. Kontrovers diskutiert wurde die Frage, ob es die schwedischen Verteidigungslinien ausspionierte (was von der vorgedrungenen Position des U-Boots nahegelegt wird) oder ob sich das U-Boot, wie von seinem Kapitän behauptet, verirrt hatte. Unklar blieb, ob das U-Boot mit Atomwaffen ausgerüstet war. Das schwedische Militär stellte bei der Untersuchung des gestrandeten U-Boots hohe Strahlendosen fest. Der Vorfall wird oft als „Whiskey on the rocks“ bezeichnet.
Der ehemalige US-amerikanische Verteidigungsminister Caspar Weinberger äußerte 2000 in einem Interview, dass in Folge dieses und anderer Vorfälle in Absprache mit der schwedischen Regierung die schwedische Küstenverteidigung durch US-amerikanische und britische U-Boote geprüft worden sei. Ola Tunander, Professor am norwegischen Institut für Friedensforschung, leitete daraus sowie aus weiteren Indizien die Theorie ab, dass ein großer Teil der eingedrungenen U-Boote den NATO-Staaten zuzurechnen wäre, und unterstellte eine Maßnahme der psychologischen Kriegsführung mit dem Ziel, die schwedische Neutralitätspolitik zu schwächen.
Inzwischen wird auch die These vertreten, dass zumindest ein nicht unbeträchtlicher Teil der vermeintlichen U-Boot-Ortungen auf natürliche Phänomene wie Geräusche von Heringen oder ausgewilderten Nerzen zurückzuführen sei.

## Kultureller Einfluss
Die Geschehnisse zwischen 1982 und 1983 bilden die Basis für den 2009 veröffentlichten sowie später in der dritten Staffel der Kriminalreihe um Kommissar Wallander verfilmten Roman Der Feind im Schatten (Den orolige mannen) von Henning Mankell. Dieser bezeichnet die Affäre als einen der einschneidendsten Vorfälle in der politischen Geschichte Schwedens. Mankells Theaterstück Politik, das im Herbst 2010 uraufgeführt wurde, thematisiert ebenfalls die U-Boot-Affäre.
1984 veröffentlichte ein in Schweden lebender Finne unter dem Pseudonym Klaus Viking den satirischen finnischsprachigen Roman Wahrscheinlich ein U-Boot (Todennäköinen sukellusvene). Der Text wurde später von Paul Jansson unter dem Titel 'Sannolik u-båt’ in die schwedische Sprache übersetzt. Der Roman beschreibt die schwedische Kultur und Politik aus der Sicht eines finnischen Immigranten, der eine U-Boot-Attrappe konstruiert und sie durch ein militärisches Sperrgebiet schleppt. Der Text reflektiert die Verwunderung der Nachbarn Schwedens über die wiederholten U-Boot-Jagden.
Disney+ veröffentlichte 2025 die Miniserie Whiskey on the Rocks, die lose auf den damaligen Ereignissen basiert.